# 雅基·库尔蒂亚
雅基·库尔蒂亚（法語：Jacky Courtillat，1943年1月8日—），法国男子击剑运动员。他曾代表法国参加1960年和1964年夏季奥林匹克运动会击剑比赛，其中1964年奥运会获得一枚铜牌。